# 帕沃尔·里巴尔
帕沃尔·里巴尔（1971年10月12日—），斯洛伐克男子冰球运动员。他曾代表斯洛伐克参加1998年和2002年冬季奥林匹克运动会冰球比赛，分别获得第10名和第13名。